# グスタフ・ロンバルト
グスタフ・ロンバルト（Gustav Lombard、1895年4月10日‐1992年9月18日）は、ドイツの軍人。第二次世界大戦中、武装親衛隊の隊員として戦った。最終階級は親衛隊少将および武装親衛隊少将。

## 経歴
ブランデンブルク州クライン・シュピーゲルベルクの生まれ。1906年に幼くして父を失い、アメリカ合衆国の親戚ロンバード家に身を寄せた。在米中にミズーリ大学コロンビア校を卒業。第一次世界大戦後にドイツへ帰国し、在米経験を活かしてアメリカン・エキスプレスやクライスラーなど大手アメリカ企業のベルリン支社で働いた。国家社会主義ドイツ労働者党（ナチ党）が政権を掌握した直後の1933年2月、同党に入党（党員番号2.649.630）し、続いて5月には親衛隊(SS)にも入隊した（隊員番号185.023）。第二次世界大戦勃発の際には第1トーテンコプフ騎兵連隊の中隊長としてポーランド侵攻に従軍した。ヘルマン・フェーゲライン連隊長の下、「パルチザン活動家」とされた住民（9割がユダヤ人だった）の処刑を指揮した。さらに独ソ戦勃発直後には連隊は旅団に昇格、彼も連隊長に昇進し、ブレストの東にあるピンスク・マルシェスに連隊を展開させ、ここでもユダヤ系住民の虐殺をおこなった。フェーゲライン旅団長は1万1000人のユダヤ人の銃殺を報告している。
その後、親衛隊作戦本部へ異動したフェーゲラインの代理として第1トーテンコプフ騎兵旅団が改組された第8SS騎兵師団「フロリアン・ガイエル」の師団長となったが、まもなく戻ってきたフェーゲラインに師団長の座を譲った。1942年10月から12月にかけては第29SS武装擲弾兵師団「イタリア第1」、1943年4月から5月にかけては再度「フロリアン・ガイエル」、1944年8月から9月にかけて第6SS山岳師団「ノルト」、1944年9月から10月にかけて第23SS武装山岳師団「クロアチア第2」、そして1944年10月から敗戦にかけては第31SS義勇擲弾兵師団「バチュカ」と多数の師団の師団長職を渡り歩いた。
1945年4月にソ連軍に降伏。裁判にかけられ1947年に懲役25年の刑を受けた。西ドイツ首相コンラート・アデナウアーによるソ連へのドイツ人捕虜の釈放の働きかけがあり、この際にロンバルトも釈放された。その後、西ドイツへ帰国し、ミュンヘンのアリアンツ社で働くと共に旧武装親衛隊員相互扶助協会(HIAG)の活動にも関与した。1992年、Mühldorfで97歳の長寿で死去している。

## 階級
- 1935年9月15日、親衛隊少尉
- 1936年9月13日、親衛隊中尉
- 1938年9月11日、親衛隊大尉
- 1941年6月21日、親衛隊少佐
- 1943年3月16日、親衛隊中佐
- 1943年1月30日、親衛隊大佐
- 1944年3月13日、親衛隊上級大佐
- 1945年4月20日、親衛隊少将および武装親衛隊少将

## 叙勲
- 1938年10月1日記念メダル
- 鉄十字章 (1939年版)
  - 二級：1940年12月15日受章
  - 一級：1941年9月3日受章
- ドイツ十字章：SS騎兵旅団第1騎兵連隊の親衛隊中佐として1943年2月11日受章[1]
- 騎士鉄十字章：SS第1騎兵連隊指揮官、親衛隊中佐として1943年3月10日受章[1][Note 1]
- 歩兵突撃章銀章
- 東部戦線従軍記章
- SAスポーツ章（英語版）銅章
- 親衛隊名誉リング
- 親衛隊全国指導者名誉長剣
- パルチザン掃討章
  - 銅章
  - 銀章
- ドイツ乗馬章（英語版）銀章
- 親衛隊私服ピン（英語版）（72,723番）
- 親衛隊冬至祭燭台（英語版）